# Климат Израиля

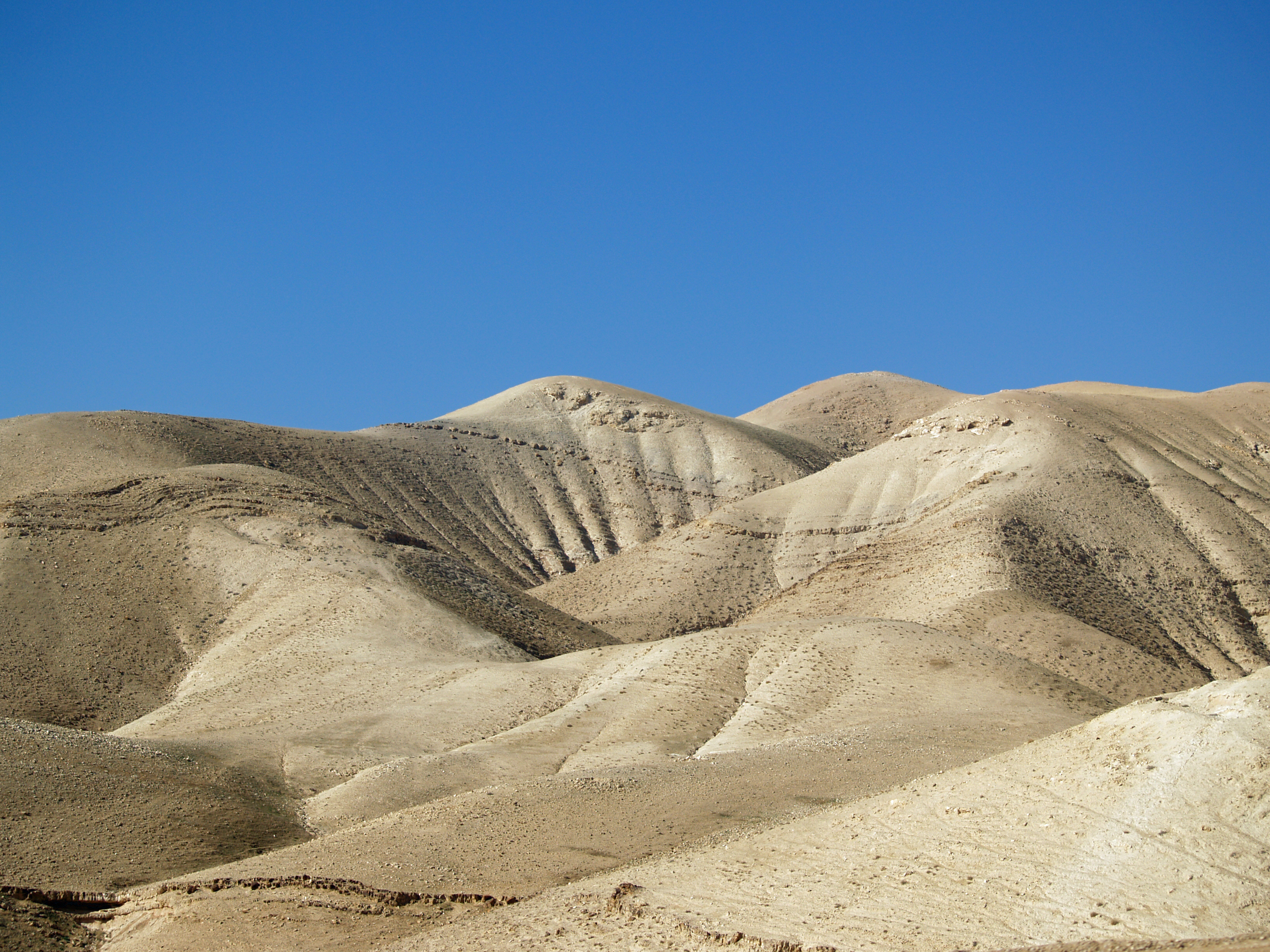
Иудейская пустыня

Климат Израиля — субтропический, средиземноморского типа, относительно влажный на севере, полупустынный и пустынный на юге.
Характерные для субтропиков влажная зима и сухое лето, короткие и не всегда явные осень и весна подвержены в Израиле воздействию таких контрастных факторов, как близость моря на западе и зоны пустыни на востоке, которая охватывает также почти всю южную половину территории Государства Израиль, соседство с относительно влажной областью на севере (Ливан) и сложный рельеф страны. Эти факторы порождают в некоторых её районах резкие отклонения от средних климатических норм. Несмотря на малые размеры страны, в ней имеются зоны умеренно жаркого и сравнительно влажного климата (Верхняя Галилея, массив Кармель), жаркого и полувлажного (Прибрежная равнина и Центральное нагорье), засушливого (Иорданская долина и плоскогорье Негева) и районы с климатом пустыни (Мёртвое море, долина Арава, возвышенность Паран).
В Средиземноморье, в полосе между 32° и 38° северной широты, летом преобладают пассаты в направлении с запада на восток, то есть от моря к пустыне, где перегрев сухой и обнаженной поверхности вызывает восходящие потоки воздуха и образуется пониженное атмосферное давление. Это движение воздушных масс становится особенно заметным в послеполуденные часы в нижних слоях атмосферы, и тогда влажный бриз с моря несет с собой прохладный воздух, порой с облаками, недостаточно, однако, насыщенными и охлажденными для появления дождя. Часто возникающие над Кипром циклоны движутся к юго-востоку, принося с собой в Эрец-Исраэль резкое похолодание с ветрами и дождями. С их перемещением к востоку в это движение вовлекаются проникающие с востока, северо-востока, юго-востока, то есть из районов пустынь, потоки холодного и сухого воздуха, сосредоточение которого на какое-то время повышает давление, и в стране устанавливаются ясные дни с исключительной видимостью (на расстояние 100 и более км). При неустойчивости температуры и атмосферного давления (то есть осенью и весной) в моменты перемещения барического минимума к морю или к пустыне возникает движение воздушных масс из пустыни, длящееся один-два дня, а порой и больше, и несущее с собой хамсин (ивр. שרב‎ — шарав, букв. `суховей`). Температура повышается на пять-десять градусов по сравнению с обычной, наступает безветрие; насыщенный пылью и песком сухой воздух повисает туманом, по югу страны порой проносятся пыльные бури. Редки (не каждый год) убыточные для сельского хозяйства, недолгие, но сильные и иссушающие знойные вихри из пустыни, называемые в Библии руах кадим (`восточный ветер`; Исх. 14:21 и др.), а арабами — шаркия (от арабского шарк, `восток`).

## Осадки
В Израиле часто можно увидеть обрезки пластиковых труб, вкопанные у корней деревьев, озеленяющих улицы. Это сделано для экономии воды: на пластиковой трубе в предрассветные часы выпадает обильная роса, увлажняющая землю, в которую вкопан обрезок трубы. Таким образом, дерево не страдает от недостатка воды, и при этом экономится вода для полива.
Осадки выпадают лишь с конца октября по апрель, интенсивно с декабря по март (от 40 до 60 дней). Снег обычно появляется два-три раза в год в высокой части нагорья, но быстро тает, удерживаясь несколько дней лишь на севере плато Голан и покровом в один-два метра на горе Хермон (от высоты 1,5 тыс. м и выше) с декабря по апрель (лыжный сезон обычно январь—март). В феврале 1950 г. снег несколько дней покрывал всю территорию страны. Летом в прибрежной полосе и в долинах (особенно в низменности Негева) около 200 дней в году ложатся обильные предутренние росы, в какой-то мере компенсирующие в сельском хозяйстве отсутствие дождей.

### Облачные системы
Существуют только две облачных системы, приносящих осадки в Израиль:
1. Циклоны, движущиеся от Восточной Атлантики через Европу и проходящие над Кипром (их местное название — ивр. שקע קפריסאי‎, «Киприотский циклон»)
2. Порывы влажного ветра, проникающие через долину Арава со стороны Индийского океана (местное название — ивр. אפיק ים סוף‎, «Ветер со стороны Красного моря»).

#### Киприотский циклон
Киприотские циклоны характеризуются длительными, затяжными, холодными дождями, начинающимися с севера страны и распространяющимися постепенно вплоть до середины пустыни Негев, в исключительных случаях осадки выпадают ещё южнее. Обычные осадки, приносимые этой облачной системой, — это мелкий дождь, который может длиться неделю, а в исключительных случаях — даже более, (зимой 1994—1995 годов осадки длились до двух недель); несколько раз в год на севере Израиля выпадает град. Циклон нередко сопровождается грозами.
Именно эта облачная система приносит снег на гору Хермон.

#### Ветер со стороны Красного моря

Типичная картина осадков облачной системы «Ветер со стороны Красного моря»: дожди начинаются в районе Эйлата и распространяются на север.

Ветер со стороны Красного моря обычно приходит в Израиль весной или осенью. Он представляет собой отголосок циклонов, бушующих над Суданом. Это прорыв тёплых, богатых влагой облачных масс, движущихся на север через низменности Сирийско-Африканского разлома по следующему пути:
Индийский океан → Аденский залив → Красное море → Эйлатский залив → (далее по границе Израиля и Иордании) пустыня Арава → Мёртвое море → долина реки Иордан → Тивериадское озеро → долина озера Хула́.
Здесь воздушные массы упираются в возвышенность горы Хермон и, не имея возможности продвигаться дальше на север, вынужденно распространяются в стороны. Во время передвижения на север воздушные массы охлаждаются, теряют способность к переносу воды и проливаются дождями.
Не каждый раз ветер со стороны Красного моря означает дожди. Дожди, приносимые этой облачной системой, характеризуются распространением с юга или с центральной части Израиля (из района Мёртвого моря). Обычно это сильные, яростные дожди, но очень короткие — заканчиваются в течение нескольких дней.

## Климат в разные времена года
Лето длинное (с апреля по октябрь) жаркое, сухое, июль — сентябрь самое жаркое время. Средние температуры июля — от +24 до +37 °C, января от +6 до +20 °C.
Высокая температура воздуха из-за разницы во влажности в разных районах страны может восприниматься по-разному.
Зимой в горных районах и в пустынях температура воздуха может опускаться ниже 0 градусов.

## Температура воды в омывающих морях
Температура воды Мертвого моря колеблется в пределах от +20 °C зимой до +32 °C летом. Температура Средиземного моря от +17 до +31 °C. Температура воды Красного моря от +23 до +26 °C.

## Климатические особенности
Источник данных: официальный сайт израильской климатической службы Архивная копия от 14 декабря 2015 на Wayback Machine (англ.)
- Самая высокая температура в Израиле (и в Азии) была зарегистрирована в киббуце Тират-Цви 21 июня 1942 года — +54 °C. (Интересно, что в Центре Восточно-Европейской равнины тот июнь был самым влажным с 173.6 мм дождя).
- Самая низкая температура в Израиле была зарегистрирована в кибуце Мером-Голан[англ.] на Голанских высотах 9 января 2015 года — −14,2 °C[1], то зимнее похолодание стало самым беспрецедентным в последние 65 лет. Прежний абсолютный температурный минимум был отмечен 7 февраля 1950 года в долине Бет-Нетофа и был на 0.5 градусов выше:-13.7 °C.
- Максимальное годовое количество осадков выпало в поселении Мирон зимой 1968/1969 годов — 1673 мм.
- Максимальное месячное количество осадков выпало в поселении Мирон в январе 1969 года — 744 мм.
- Максимальное суточное количество осадков (с 8 утра до 8 утра следующего дня) выпало в Технионе, Хайфа, 9 декабря 1921 года — 272 мм.
- Самый дождливый сезон дождей — зима 1991/1992 годов[2], на севере страны — также зима 1968/1969.
- Самый сухой сезон дождей — зимы 1998/1999 и 1950/1951 годов.
- Самая высокая скорость ветра (среднее значение за 10 минут) наблюдалась на горе Кнаан 12 марта 1963 года и составила 65 узлов (120 км/ч).
- Самый сильный порыв ветра (максимальное значение скорости, наблюдавшееся 2-3 секунды) пронёсся над Иерусалимом 20 января 1974 года, скорость порыва — 86 узлов (159 км/ч).

2 июня 2023 года температура в Тель-Авиве достигла +42.8°, что стало второй самой высокой июня и летней и третьей самой высокой температурой за весь период измерений после июня 2002 года с +43.5° и сентября 1996 года с +42.9°, а в сентябре 2023 года достигала +41°, 1,9° не хватив до самой высокой осенней температуры, и два градуса до перекрытия нового осеннего рекорда, при этом южнее Эйлата на крайнем юге страны температура 2 июня превысила +45° и местами достигала почти +46°, что стало одной из самых беспрецедентной высоких температур этого периода с конца мая в Израиле.
Центральная государственная метеостанция Израиля размещается в поселении Бейт-Даган к востоку от Тель-Авива.